# Jules Trinité
Jules Trinité (n. 22 decembrie 1856, Saint-Quentin-des-Isles, Haute-Normandie, Franța – d. 17 decembrie 1921, Azay-le-Rideau, Centre-Val de Loire, Franța) a fost un trăgător de tir ce a reprezentat Franța, medaliat olimpic. A participat la o ediție a Jocurilor Olimpice (1900) în care a câștigat o medalie de argint.